# Pezizomycetes
Pezizomycetes zijn een klasse van schimmels die behoren tot de ascomyceten. Het bevat alleen de onderklasse Pezizomycetidae.
Pezizomycetes vormen in de generatieve fase apothecia.
Tot deze klasse behoren onder andere de truffel, de morielje, de spikkelschijfjes en de kluifzwammen.